# (3329) Golay
(3329) Golay – planetoida z pasa głównego asteroid okrążająca Słońce w ciągu 5 lat i 69 dni w średniej odległości 3 j.a. Została odkryta 12 września 1985 roku w Zimmerwald Observatory w Szwajcarii przez Paula Wilda. Nazwa planetoidy pochodzi od Marcela Golaya (ur. 1927), szwajcarskiego astronoma, który w latach 1956-1992 był dyrektorem Observatoire de Genève. Przed nadaniem nazwy planetoida nosiła oznaczenie tymczasowe (3329) 1985 RT1.